# Кауфман, Александр (поэт)
Франц Алекса́ндр Ка́уфман (нем. Franz Alexander Kaufmann; 14 мая 1817, Бонн — 1 мая 1893, Вертхайм) — немецкий поэт и фольклорист, писатель
, архивист.

## Биография
В его «Gedichte» (1852) встречаются прелестные картины природы, а благодаря «Unter den Reben» (1871) он стал одним из любимейших немецким народом рейнских поэтов; с большим успехом он разработал различные предания в «Mainsagen» (1853).